# 白金れい奈
白金 れい奈（しろがね れいな、1994年2月8日 - ）は、日本の元AV女優。クローネに所属していた

## 略歴・人物
2016年6月、本中の専属女優「西園寺ミヅキ（さいおんじ みづき）」としてAVデビュー。
2016年12月12日に「白金れい奈」として新たにツイッターを開始。
2017年9月、ディアスグループからクローネへ所属事務所を移籍。
2018年半ばにAV引退。

## 出演作品

### アダルトDVD

#### 「西園寺ミヅキ」名義
2016年
- 現役●0●店員がAVデビュー!!（6月25日、本中）
- 渋谷カリスマ店員と秋葉原キモオタ10人はラブラブ中出しSEXが出来るのか!?（7月25日、本中）
- 酔い潰れ昏睡中に媚薬付きバイブを挿れられ強烈過ぎる快感に理性を失い中出しレイプでイキまくる泥酔敏感ギャル（8月26日、DOC）他出演:美月レイア、長谷川夏樹
- スペルマハンターに捕らわれた男性捜査官 快楽連続射精地獄（10月5日、フリーダム）他出演:若槻みづな、せいの彩葉、伊東真緒、有沢実紗、和泉潤
- 夏祭りナンパ! 神輿を担ぐ粋な地元っ娘と○○しちゃいました!（10月14日、DOC）※「のりこ」名義　他出演:ちか、あずさ、かな、みき、のりこ、りな、はな、ミカ、さやか
- エッチなJKの挑発女体図鑑（10月25日、アロマ企画）他出演:阿部乃みく、真田美穂
- M男撮影の裏側 全裸金蹴り&電気あんま 〜練習台はスタッフで〜（11月5日、フリーダム）他出演:若槻みづな、せいの彩葉、伊東真緒、有沢実紗、和泉潤
- 夫の前で隙だらけな姿をさらす妻はオマ○コも恥知らず!? 自分の裸で勃起した旦那の友人棒をスキだらけな膣内にナマ挿入&ザーメン垂れ流し放題!（11月11日、SCOOP）他出演:河井美香、川越ゆい、早野いちか、成澤ひなみ
- 募集ちゃんTV×PRESTIGE PREMIUM 16（11月18日、プレステージ）他出演:あず希、二宮莉央、沖田奈々
- 高身長OLにペニバンで犯られた（12月5日、フリーダム）他出演:若槻みづな、せいの彩葉、伊東真緒、和泉潤、有沢実紗
- 罵倒地獄番外編 センズリを馬鹿にする女 その3（12月5日、フリーダム）他出演:早川瑞希、伊東真緒、星川麻紀、盛岡れみ、白桃心奈、西口あられ、麻里梨夏、せいの彩葉、若槻みづな、桜庭うれあ、江上しほ、長谷川夏樹、朝比奈ゆの、一条リオン、なごみ、芦名ユリア、朝倉ことみ、涼宮琴音、小宮山ゆき、鶴田かな、有沢実紗、和泉潤、前田のの、すなお恵、夢咲りお、宮崎あや、芹那ゆい、君嶋ゆな、森保さな、花咲いあん、跡美しゅり、かなで自由、紗藤まゆ、夏希みなみ、早乙女ゆい、双葉ゆきな、坂井亜美、ありす実来、水城えま、大森玲菜
- 16周年記念 経験豊富な優しい素人人妻が最高の童貞筆おろし 8 8人スペシャル（12月8日、アイエナジー）他出演:玉木くるみ、相澤ゆりな、彩奈リナ、羽月都花沙、森保さな、道重恋 ほか
- いつでも射精できる! 抜きやすい挑発パンチラコレクション（12月13日、アロマ企画）他出演:涼宮琴音、絢森いちか、しほのちさ、宮崎あや、水原さな

2017年
- 大胆パンチラ番外編 スカートの中に潜り込みたい! 超接近型挑発P 5（2月13日、アロマ企画）他出演:北川エリカ、仁美まどか、逢沢るる、七瀬ひなた、真田美穂
- ニオイを感じる 足裏 4（5月5日、フリーダム）他出演:跡美しゅり、麻里梨夏、若槻みづな、かなで自由、篠原ゆきの、和泉潤、有沢実紗、宮崎あや、通野未帆、水原あお、伊東真緒、御舟みこと、白桃心奈、西口あられ、芹那ゆい、せいの彩葉、豊川えみる

#### 「白金れい奈」名義
2017年
- マジックミラー号 「早漏に悩む男性の暴発改善のお手伝いしてくれませんか?」 空港で声をかけたCAに敏感チ○ポを励まし互いに何度も気持ちよくなる連続射精SEX!! 7 美しすぎるキャビンアテンダント編（1月19日、SODクリエイト）※「りさ」名義　他出演:まい、あいか、ゆう
- 「誰かに拘束されたフリしてチ○ポを出したまま身動きできない状況で助けを呼んだら…優しい人妻に何発も射精させられた」 VOL.1（1月19日、DANDY）他出演:吉川あいみ、筒井まほ
- 夜行バスで声も出せずイカされた隙に生ハメされた女はスローピストンの痺れる快感に理性を失い中出しも拒めない 6（2月2日、ナチュラルハイ）他出演:涼海みさ、江上しほ、八ッ橋さい子
- 素人妻が一般大学生の自宅に一泊 一度のゴム姦では満足できず2度もガチ中出しを許してしまうスレンダー真性どスケベ妻（2月2日、コスモス映像）※「れな」名義
- 変態お天気お姉さんAVデビュー 衝撃の女体天気図でオマ○コ地方は今日もビショ濡れでーす（3月2日、ROCKET）※「れいな」名義
- 街行くベビーカー妻ナンパ! 2 〜感度が上がった人妻GET〜（3月17日、DOC）他出演:はるのるみ、神田りさ、中森いつき、水川愛莉、倉内まりや、堀北あい奈、推川ゆうり、白石りん
- 旦那が居ぬ間に溜まった性欲を発散する人妻を目撃!?彼女の本気のオナニーに興奮し見入っていると目が合ってしまい…（3月17日、DOC）他出演:河北はるな、花崎りこ
- 『ノー』と言えないヅマヒト急増中。 ヤレる人妻ハンティング 旦那に内緒で副職AV女優。 人の良さそうなヤリマン奥さんをナンパ発掘→即ハメ→淫乱女優化計画@横浜（3月25日、ビッグモーカル）他出演:神田りさ、宮野ゆかな、岸川しの、星名久美
- 美人OL専門中野区にある患者の極所ツボを突き必ず痙攣失禁させる施術院 3（4月1日、変態紳士倶楽部）他出演:花咲いあん、河北はるな、麻里梨夏
- 密着! デカ尻OL発情ムンムン24時（4月19日、MARRION）
- 触手怪人丸呑み消化地獄 セーラーフレア（4月28日、GIGA）
- 中出し人妻不倫旅行（5月25日、ビッグモーカル）
- 地獄の奴隷ヒロイン収容所 ワンダーレディー（5月26日、GIGA）
- マジックミラー号 「実は膣内でイケないんです…」 心優しい現役ナースさんがマ○コで射精することの出来ない男性を真正中出しでお悩み解決!! 2（6月1日、SODクリエイト）※「みわ」名義　他出演:ありさ、なお、ゆうな
- SEXに最も適したくびれ反り腰 現役ヨガインストラクター AV出演!!（6月1日、E-BODY）※「れいな」名義
- 1人カラオケ店の個室で痙攣絶頂して何度もイキ果てる池袋JKオナニー盗撮 2（6月1日、変態紳士倶楽部）他出演:上原志織、福咲れん、宮下華奈、彩奈リナ、西条沙羅、麻里梨夏、相原翼 ほか
- 「『はじめてがお姉ちゃんでもいいの?』禁欲で勃起が収まらない弟の童貞チ○ポを見た看護師の姉が内緒で筆おろししてくれた」 VOL.2（7月6日、DANDY）他出演:水谷あおい、関根奈美、星咲伶美
- 【人妻投稿動画】　File.01 加減を知らない欲求不満なアラサー妻3名（7月28日、MAD）他出演:青山はな、西内るな
- 夫婦交換 “連続膣内射精”バトル! 妻は…他人の旦那を「早くイって」杭打ち騎乗位で中出しさせたら1発10万円! 夫は…賞金目指して「中出しするもんか」射精我慢!! 初めて見るパートナーの浮気生ハメSEXに大興奮の真正中出し合計16発!!（9月7日、SODクリエイト）※「はるな」名義　共演:ちひろ　他出演:まな、なつこ
- 素人娘のフェラチオが上手すぎる!! 2（9月8日、OFFICE K'S）他出演:佐川はるみ、奈加ちひろ、千夏南那、菅原恵麻、天野弥生、宮沢ゆかり、白咲ゆず、紅林琴音 ほか
- 生まれて初めてのセンズリ鑑賞で発情しちゃったスケベな素人娘たち（9月8日、虎堂）他出演:はるのるみ、双葉かえで、白咲ゆず、佐川はるみ、紅林琴音
- セクハラマッサージ師から必要以上に陰部を刺激された人妻は我慢できずに自らチ○ポを要求する!! 2 撮り下ろし5時間（9月8日、セニョーラ）他出演:奈加ちひろ、紅林琴音、佐川はるみ、菅原恵麻、天野弥生、橋下まこ
- 姉の匂い 童貞の弟に寝込みを襲われた禁断の初挿入近親相姦映像3組 かれん21歳、りな21歳、ゆい25歳（9月21日、SODクリエイト）※「りな」名義　他出演:かれん、ゆい
- 相席ラウンジで素人連れ出し! 酔ってユルくなったモラルとマ○コ! …盗撮・ハメ撮り なんでもアリの乱れた夜にヤリ逃げ中出し!（10月5日、Mr.michiru）他出演:新村あかり、黒木いくみ、有坂つばさ
- ズボンが破れているのに気付かずパンティ丸見え! 無防備なデカ尻とうっかりパンチラが挑発的でもう我慢出来ない!ビンビンに勃起しちゃったチ○ポをズボッと挿入してドバッと中出し!（10月6日、OFFICE K'S）他出演:天野弥生、神崎莉乃
- 女子校生のち●ぽ洗いアルバイト（10月6日、OFFICE K'S）他出演:宮沢ゆかり、高城姫華、かなで自由、咲坂花恋
- アートガーディアン澪VS妖怪ナメンバ（10月13日、GIGA）共演:徳永れい、早野いちか
- ゲス痴女（10月19日、ミル）共演:香椎りあ
- 性限時間1時間! 昼休憩にAV出演! 昼職持ちの女優たちが仕事中に制服のまま出演!（10月19日、Mr.michiru）他出演:黒木いくみ、本田恵、秋山ゆう
- 誘惑的パンチラコレクション 3（10月25日、アロマ企画）他出演:あおいれな、川村まや、八ッ橋さい子、雪美えみる、葉月もえ
- 凄指技で昇天!! スローオイル手コキ 4（11月13日、アロマ企画）他出演:小池奈央、成宮いろは、早川瑞希、雪美えみる
- いつでも射精できる！抜きやすい挑発パンチラコレクション 4（11月13日、アロマ企画）他出演:篠崎みお、神ユキ、小谷みのり、松下美織、あず希

### イメージDVD
- 初裸 virgin nude 86（2015年12月3日、REbecca）※「西園寺ミヅキ」名義

## 出演

### 映画
- ばるぼら（2020年11月20日、イオンエンターテイメント）[3]